# 守谷絢子
守谷絢子（日语：／ Moriya Ayako */?，1990年9月15日—），原日本皇室成员。為高圓宮憲仁親王（已卒）與憲仁親王妃久子之三女，有二姊承子女王、千家典子。婚前為絢子女王，皇室典範敬稱殿下，徽章印為葛。2018年嫁給守谷慧後，脫離日本皇室成為平民並冠上夫姓。

## 簡歷
1990年，憲仁親王與親王妃久子的第三名孩子生於東京都港區愛育醫院。2007年8月，她就讀學習院女子高等科時，曾訪問紐西蘭，在寄宿家庭寄宿。2009年3月，她於學習院女子高等科畢業，同年4月，就讀千葉縣城西國際大學的福祉綜合學部。絢子女王常和母親久子妃結伴進行公務。2018年6月26日，日本宮內廳宣佈絢子女王和32歲的日本郵船公司職員守谷慧訂婚。2018年10月29日同守谷慧于東京的明治神宮舉行婚禮，兩天後在東京新大谷飯店舉行婚宴。同日午后根据《皇室典范》，脱离皇室。2019年11月27日，絢子女王與守谷慧的兒子在東京的愛育醫院出生，取名為「穰」（日语：／ Jō）。

## 系譜
| 守谷絢子 | 父: 憲仁親王（高円宮前當主） | 祖父: 崇仁親王（三笠宮） | 曾祖父: 大正天皇   |
| 守谷絢子 | 父: 憲仁親王（高円宮前當主） | 祖父: 崇仁親王（三笠宮） | 曾祖母: 貞明皇后   |
| 守谷絢子 | 父: 憲仁親王（高円宮前當主） | 祖母: 百合子             | 曾祖父: 高木正得   |
| 守谷絢子 | 父: 憲仁親王（高円宮前當主） | 祖母: 百合子             | 曾祖母: 高木邦子   |
| 守谷絢子 | 母: 久子（高円宮當主）       | 祖父: 鳥取滋治郎         | 曾祖父: 鳥取為三郎 |
| 守谷絢子 | 母: 久子（高円宮當主）       | 祖父: 鳥取滋治郎         | 曾祖母: 鳥取久壽   |
| 守谷絢子 | 母: 久子（高円宮當主）       | 祖母: 鳥取二三子         | 曾祖父: 友田二郎   |
| 守谷絢子 | 母: 久子（高円宮當主）       | 祖母: 鳥取二三子         | 曾祖母: 友田盛子   |

## 外部連結
- 高円宮家 - 宮内庁 （页面存档备份，存于）